# Papamosques illenc
El papamosques illenc (Eumyias panayensis) és una espècie d'ocell de la família dels muscicàpids (Muscicapidae). Es troba en illes de les Filipines i d'Indonesia, com les Cèlebes i les Moluques. Habita els boscos tropicals i subtropicals de frondoses humits i de l'estatge montà. El seu estat de conservació es considera de risc mínim.